# Wohlfahrtsgebäude Kolonie Eving

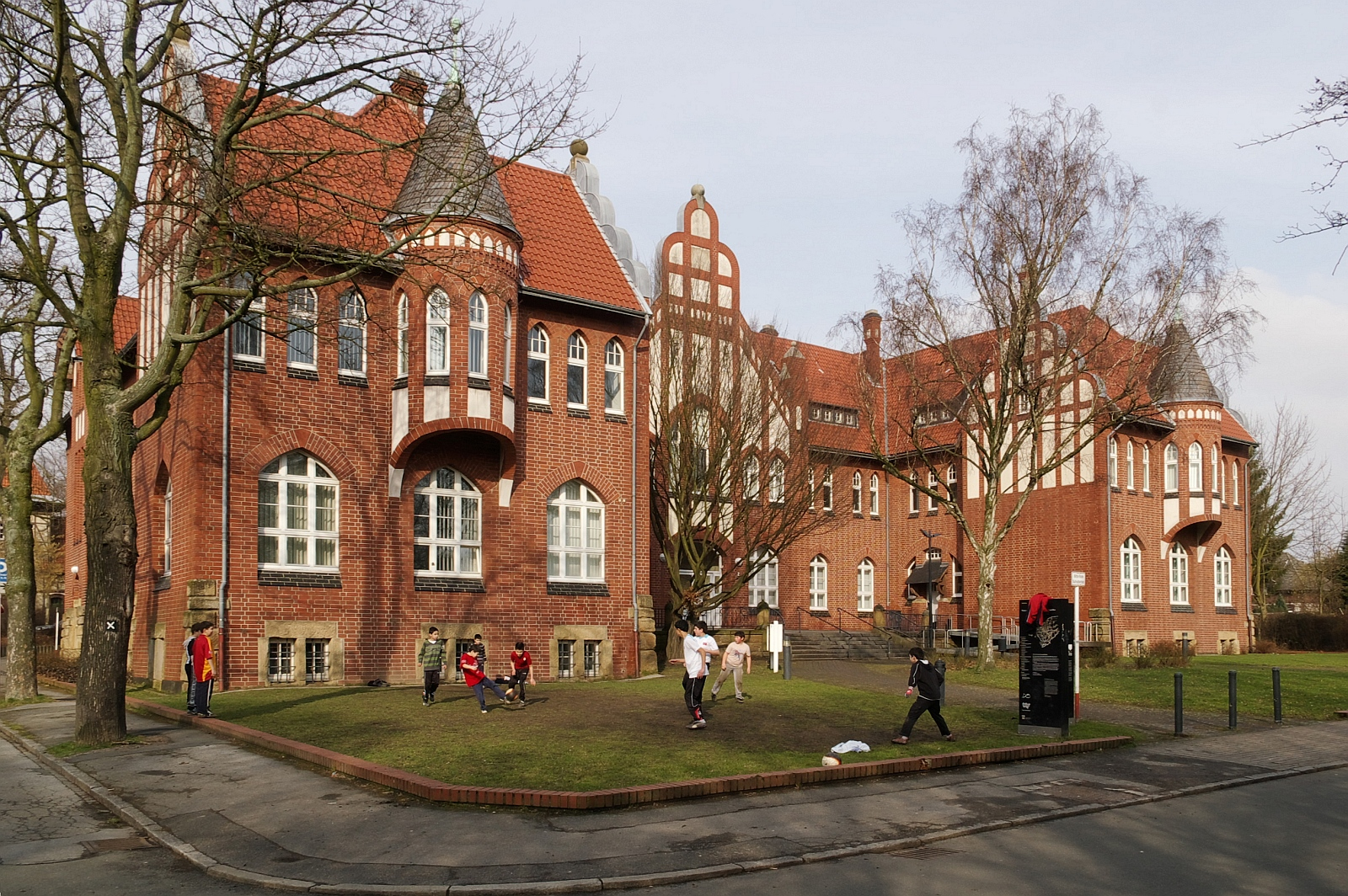
Das Wohlfahrtsgebäude in Eving

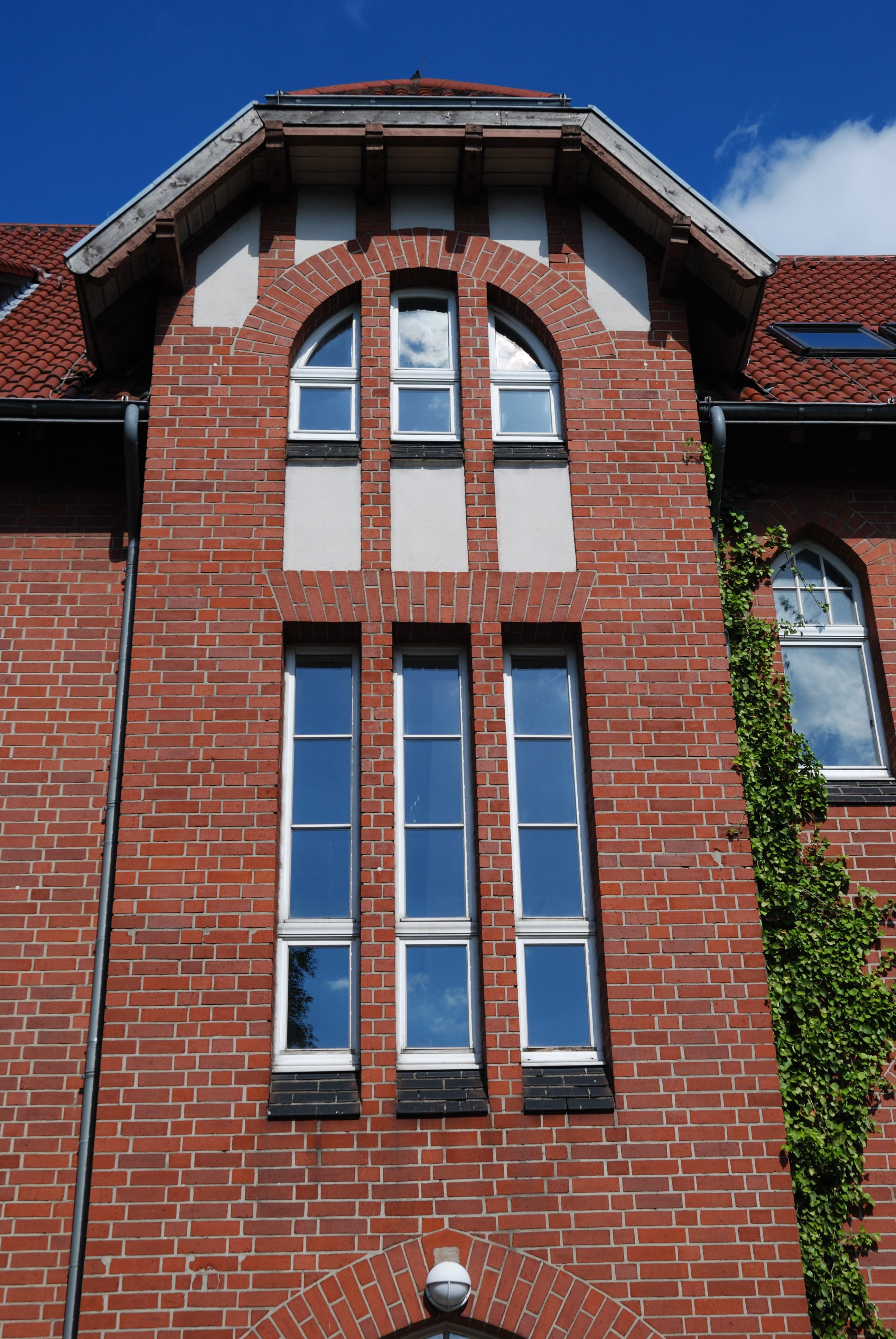
Fassadendetail

Das Wohlfahrtsgebäude in der Alten Kolonie Eving ist ein denkmalgeschütztes Gebäude im Dortmunder Stadtteil Eving.
Das Gebäude am Nollendorfplatz entstand in den Jahren 1903 bis 1906 nach Plänen des Architekten Paul Knobbe als Zentrum der betrieblichen Fürsorge für die Zechen Minister Stein und Fürst Hardenberg. Da die Häuser der Bergarbeitersiedlung ursprünglich nicht mit Bädern ausgestattet waren, wurde im Wohlfahrtshaus eine Badeanstalt für Frauen und Männer eingerichtet. Gleichzeitig wurde eine Kinderverwahrschule genannte Einrichtung zur Betreuung der Kinder der Bergleute eröffnet.
Weitere Einrichtungen der betrieblichen Fürsorge im Wohlfahrtsgebäude waren:
- eine Haushaltsschule (im Volksmund Puddingakademie genannt)
- eine Industrie- und Kochschule für die Töchter der Bergleute
- ein Ledigenheim
- ein Beamtenkasino für Zechenangestellte
- eine Bücherei mit Lesesaal
- eine Wäscherei und Heißmangel
- eine Verkaufsstelle der betrieblichen Konsumgenossenschaft

Nach dem Ersten Weltkrieg wurde ein Schwerpunkt in der Gesundheitsfürsorge und Mütterberatung gesetzt und ab 1926 wurde der Kindergarten- und Hortbereich ausgebaut. Seit Mitte der 1960er Jahre wurde das Wohlfahrtsgebäude durch eine Bildungsstätte für geistig behinderte Kinder genutzt, später dann durch die Max-Wittmann-Schule.
Nach der Stilllegung der Zeche Minister Stein wurde das Gebäude aufwendig saniert. Es diente als Sitz der Deutschen Hörfunkakademie Nordrhein-Westfalen und des Offenen Kanals Dortmund. Es ist als Baudenkmal in die Denkmalliste der Stadt Dortmund eingetragen.